# Bernardette Pessanha
Maria Bernadette Pessanha Santos (Faro, 4 de Fevereiro de 1928 - Lisboa, 5 de Fevereiro de 2015) foi uma bailarina, ensaiadora e assistente de direcção artística. Faleceu no Hospital S. Francisco Xavier em Lisboa.

## Biografia
Maria Bernadette Pessanha Santos nasceu em Faro no dia 4 de Fevereiro de 1928. 
Bernadette Pessanha diplomou-se em 1950 no Conservatório Nacional de Lisboa, na classe de Margarida de Abreu, com a classificação de 18 valores. Bernardette Pessanha foi uma das bailarinas pioneiras do Círculo de Iniciação Coreográfica de Margarida de Abreu, tendo, nessa altura, sido retratada pelo famoso pintor Eduardo Malta (1900-1967). 
Posteriormente fez parte durante oito anos (de 1950 a 1958) do elenco do Grupo de Bailados Portugueses Verde Gaio, sob a direcção de Francis Graça. 
Dançou, de seguida, nas temporadas de ópera do TNSC e participou em várias digressões internacionais com aquela companhia, designadamente a França e à Bélgica.
Em 1959, com os "Bailados Portugueses de Fernando Lima" - pequeno agrupamento de dança mais virado para a vertente folclórica -, exibiu-se durante uma temporada no Casino Estoril e, posteriormente, seguiu para vários países da Europa, nomeadamente França, Suíça, Bélgica, Jugoslávia, Alemanha, Holanda, Dinamarca e Suécia e, ainda, o Egipto.
O “Jornal do Egipto”, de 21 de Agosto de 1960, assinala a presença do grupo no país tecendo rasgados elogios aos artistas ao apelidá-lo ”um ballet de grande classe e de celebridade internacional”.
Participou em alguns filmes, designadamente em “O Cantor e a Bailarina”, realizado por Armando Miranda, em 1960, ao lado dos bailarinos Jorge Salavisa, Fernando Isasca, Albino Morais, Carlos Mendonça e Fernando Lima, sendo a coreografia assinada por este último. 
A partir de 1961 fez parte do grupo de nove bailarinos que estiveram na origem do Grupo Experimental de Ballet, sob a direcção do inglês Norman Dixon (1926) - mais tarde Grupo Gulbenkian de Bailado e Ballet Gulbenkian (1975-2005).  Desde logo começou a ensaiar algumas peças do grupo e a ser assistente de Dixon nas suas criações.
A partir de 1965, quando o GEB passa a denominar-se oficialmente Grupo Gulbenkian de Bailado, para além de bailarina, trabalhou como assistente de mestre de bailado e assistente da direcção daquela companhia, junto do escocês Walter Gore (1910-1979). E depois de Milko Sparemblek (1928) e de Jorge Salavisa (1939). 
Devido às suas capacidades histriónicas e forte sensibilidade dramática, distinguiu-se, particularmente, como bailarina de carácter tendo interpretado papéis principais em bailados como “Homenagem a Florbela” (Dixon), “O Lodo” (Carlos Trincheiras) e “O Quebra-Nozes” (Petipa-Ivanov).
Durante mais de duas décadas e meia trabalhou em estreita colaboração com prestigiados artistas da dança residentes e que visitaram o Ballet Gulbenkian, designadamente com coreógrafos que lhe confiaram os seus bailados para remontagem.
Reformou-se em 1992 tendo, então, deixado o Ballet Gulbenkian e a Fundação Calouste Gulbenkian.
Faleceu em 2015, em Lisboa, no hospital São Francisco Xavier. 

## Citações
“Nos meus anos de Verde Gaio (de 50 a 58) nós quase não dançávamos em Portugal. Fazíamos a óperas do S. Carlos – lá convivi com os maiores cantores líticos da época tendo aprendido muito com eles. Maria Callas foi a artista que mais me impressionou em toda a minha vida. Em Lisboa fazíamos espectáculos para congressos, visitas de políticos estrangeiros e pouco mais. Em compensação, fizemos digressões ao estrangeiro com enorme sucesso. Designadamente à Expo de Bruxelas, em que nos apresentámos um dia depois do Bolshoi. Estávamos todos com muito medo que fosse um fracasso, sobretudo pela concorrência e fama daquela grande companhia mundial. Mas fomos muito bem recebidos. O espectáculo foi filmado e quando a companhia o viu em Lisboa percebemos que tudo aquilo estava muitíssimo bem e essa foi a razão do nosso sucesso. Os fatos e a produção eram de muito boa qualidade e a coreografia – com origens no nosso folclore - muito inventiva e bem dançada. A maioria das bailarinas tinha formação clássica - já os homens eram mais fracos a nível técnico - e, no conjunto, as coisas funcionavam muito bem devido à criatividade e ao bom gosto de Francis Graça, que colocava em cena os nossos melhores fatos e tradições folclóricas ancestrais ao som de música muito bem interpretada por uma orquestra sinfónica”.
“Pode-se dizer que cá dentro, praticamente, não existíamos mas lá fora era outra coisa. Um dia os bailarinos iam no metro em Paris, logo a seguir ao espectáculo em que participáramos, e fomos reconhecidos pelos viajantes que nos cumprimentaram e nos saudaram com muito entusiasmo. Isso media a nossa empatia com o público e o sucesso do nosso trabalho.”
“Em muitos aspectos o Ballet Gulbenkian (BG) foi obra da vontade de Madalena Perdigão, que gostava muito da companhia e canalizava verbas para a sua realização. Após a sua morte, mandaram uma carta ao Dr. Azeredo Perdigão, dizendo que ele já não tinha qualquer poder na casa. Isso determinou, verdadeiramente, o principio do fim da companhia. A partir daí ninguém mais teve qualquer amor pelo projecto e o BG que parecia estar de boa saúde económica, foi, a pouco e pouco, sendo ‘descartado’ pela Administração da Fundação e o nível artístico começou a ser afectado”.
“Em Portugal tudo o que é bom acaba, pois nós não sabemos dar o devido valor ao que é bom e original e tem qualidade. Foi uma pena ter terminado uma companhia (como o Verde Gaio) que tinha este sucesso, de um modo tão inglório. Nós não soubemos rentabilizar um filão que nos dava prestígio e muito nome lá fora. Quanto ao BG, foi outro projecto ao qual certas pessoas dedicaram toda a sua vida e que acabou de um modo tão cruel. Felizmente que muitos dos que deram o melhor de si já cá não estavam para assistir à sua extinção. A mim custou-me muito, apesar de reformada e fora da casa já havia 13 anos”.
“Nunca me desliguei emocionalmente da FCG. Acompanhei o grupo até ao seu último dia, como não podia deixar de ser. Um dia, a pedido do director artístico, Milko Sparemblek, fui ao primeiro andar ao gabinete de Madalena Perdigão fazer um pedido relativo a uma digressão e ela - sempre muito atenciosa, perguntou-me como é que estava a ‘minha companhia’. Eu respondi-lhe, ‘a minha não, a  sua’. Ela respeitava-nos muito e este era o tipo de relação que nós gostávamos e que mantínhamos com aquela casa. Definitivamente, não estávamos ali só para ganhar dinheiro…”
“Eu sempre tive muito trabalho nas companhias em que dancei pois interessava-me por todos os aspectos práticos de gestão e produção de um grupo de dança. Muitos colegas limitavam-se a dançar mas eu que fui, a pouco e pouco, deixando os palcos, tinha outra postura. A minha curiosidade, energia e vontade de trabalhar para o sucesso do grupo eram ilimitadas. Quando fui assistente da montagem de uma determinada ópera – que, depois, levaríamos ao estrangeiro – eu escrevi no meu bloco de notas o espectáculo de fio a pavio. No tempo do Milko Sparemblek no GGB eu é que, nos espectáculos, dava a as entradas dos efeitos de luz nos bailados, pois eu conhecia todas as peças nos seus mais ínfimos detalhes”.